# Étienne Gilson

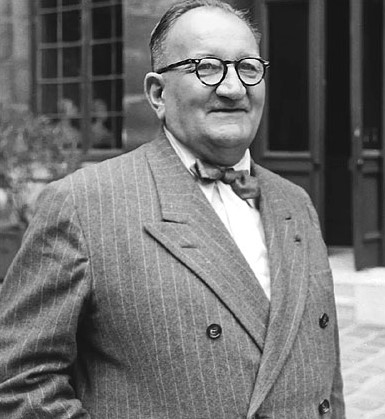

Étienne Gilson (Parijs, 13 juni 1884 – Auxerre, 19 september 1978) was een Frans thomistisch filosoof en filosofiehistoricus. Hij doceerde zowel aan de Sorbonne, in Harvard, Toronto als aan het Collège de France en was lid van de Académie française. Hij staat vooral bekend als  specialist in de geschiedenis van de middeleeuwse filosofie en als bewonderaar van  het werk van Thomas van Aquino.

## Leven
In de Eerste Wereldoorlog werd hij tijdens de Slag om Verdun gewond en krijgsgevangengenomen. Gedurende de twee jaar dat hij gevangen zat, hield hij zich onder meer bezig met het leren van Russisch en de filosofie van Bonaventura. Later ontving hij het  Croix de Guerre voor het tonen van moed in oorlogsactie.
Gilson doceerde van 1921 tot 1932 middeleeuwse filosofie aan de Sorbonne, waar hij tevoren had gestudeerd. Daarna bezette hij de stoel van middeleeuwse filosofie aan het Collège de France. In 1929 was hij medeoprichter van het Pontifical Institute of Medieval Studies in het Canadese Toronto. Alhoewel hij in de eerste plaats een filosofiehistoricus was, werd hij ook bekend als een van de leiders van de 20e-eeuwse heropleving van het thomisme. In 1946 trad hij toe tot de Académie française.

## Werk
Gilson begon het thomisme historisch te onderzoeken. Voor hem was het thomisme niet identiek met scholastiek, maar eerder als een reactie ertegen te beschouwen. Gilson zag de richting waarin de moderne filosofie zich bewoog, namelijk het ‘verworden’ tot een wetenschap, als iets negatiefs. Dit betekende volgens hem immers voor de mens een soort troonsafstand, omdat hij zichzelf alleen nog maar als een stukje natuur kon zien. Dit zou uiteindelijk leiden tot de vernieling van menselijke levens en instellingen. Gilson was ervan overtuigd dat alleen de wederopleving van de filosofie van Thomas van Aquino de mens uit die gevarenzone zou kunnen brengen.
Gilson was een zeer productief en populair schrijver. Zijn veelvuldige publicaties over de geschiedenis van de filosofie, en in het bijzonder over de middeleeuwse filosofie, worden nog steeds veel gelezen en besproken.

## Publicaties
- La Liberté chez Descartes et la Théologie, Alcan, 1913.
- Le thomisme, introduction au système de saint Thomas, Vrin, 1919.
- Études de philosophie médiévale, Université de Strasbourg, 1921.
- La philosophie au moyen-âge, vol.I : De Scot Erigène à saint Bonaventure, Payot, 1922.
- La philosophie au moyen-âge, vol.II : De saint Thomas d’Aquin à Guillaume d’Occam, Payot, 1922.
- La philosophie de saint Bonaventure, Vrin, 1924.
- René Descartes. Discours de la méthode, texte et commentaire, Vrin, 1925.
- Saint Thomas d’Aquin, Gabalda, 1925.
- Introduction à l’étude de Saint Augustin, Vrin, 1929.
- Études sur le rôle de la pensée médiévale dans la formation du système cartésien, Vrin, 1930.
- L’esprit de la philosophie médiévale, Vrin, 1932.
- Les Idées et les Lettres, Vrin, 1932.
- Pour un ordre catholique, Desclée de Brouwer, 1934.
- La théologie mystique de saint Bernard, Vrin, 1934.
- Le réalisme méthodique, Téqui, 1935.
- Christianisme et philosophie, Vrin, 1936.
- The Unity of Philosophical Experience, Scribner's, 1937.
- Héloïse et Abélard, Vrin, 1938.
- Dante et la philosophie, Vrin, 1939.
- Réalisme thomiste et critique de la connaissance, Vrin, 1939.
- Théologie et histoire de la spiritualité, Vrin, 1943.
- Notre démocratie, S.E.R.P., 1947.
- L’être et l’essence, Vrin, 1948.
- Saint Bernard, textes choisis et présentés, Plon, 1949.
- L’École des Muses, Vrin, 1951.
- Jean Duns Scot, introduction à ses positions fondamentales, Vrin, 1952.
- Les métamorphoses de la cité de Dieu, Vrin, 1952.
- Peinture et réalité, Vrin, 1958.
- Le Philosophe et la Théologie, Fayard, 1960.
- Introduction à la philosophie chrétienne, Vrin, 1960.
- La paix de la sagesse, Aquinas, 1960.
- Trois leçons sur le problème de l’existence de Dieu, Divinitas, 1961.
- L’être et Dieu, Revue thomiste, 1962.
- Introduction aux arts du Beau, Vrin, 1963.
- Matières et formes, Vrin, 1965.
- Les tribulations de Sophie, Vrin, 1967.
- La société de masse et sa culture, Vrin, 1967.
- Hommage à Bergson, Vrin, 1967.
- Linguistique et philosophie, Vrin, 1969.
- D’Aristote à Darwin et retour, Vrin, 1971.
- Dante et Béatrice, études dantesques, Vrin, 1974.
- Saint Thomas moraliste, Vrin, 1974.
- L'athéisme difficile, Vrin, 1979